# 埃娃·莱梅佐娃
埃娃·莱梅佐娃（捷克語：Eva Lemezova，？—），捷克斯洛伐克女子高山滑雪运动员。她曾代表捷克斯洛伐克参加1976年和1980年冬季残疾人奥林匹克运动会高山滑雪比赛，获得三枚金牌和一枚银牌。